# ShootMania
ShootMania – gra komputerowa z gatunku first-person shooter, tworzona przez francuskie studio Nadeo na podstawie serii gier TrackMania.
ShootMania składa się z trzech środowisk, m.in. skaliste Storm oraz przykryte śniegiem Cryo. Wszystkie wymienione części gry wchodzą w skład całkowicie darmowej platformy ManiaPlanet, gdzie za wirtualną gotówkę (Planety) będzie można wymieniać się swoimi dziełami z innymi graczami.
Zamiarem twórców było zaimplementowanie do wspólnej platformy 3 gier: Trackmanii 2, Shootmanii oraz QuestManii, tak by zaoferować te same narzędzia dzięki któremu kreatywni gracze będą mogli tworzyć dodatkową zawartość taką jak mapy, filmy, modele postaci, skrypty czy animacje. Gra kładzie ogromny nacisk na umiejętności gracza i prosty system rozgrywki wieloosobowej gdzie 1 trafienie zabiera 1 punkt pancerza przeciwnikowi. Produkcję mogliśmy oglądać na wielu imprezach e-sportowych takich jak DreamHack, ESWC czy IPL. Shootmania Każdy z graczy posiada swój własny ranking przypisany do danego trybu gry. Dzięki ManiaPlanet, ShootMania zawiera obsługę serwerów dedykowanych, MatchMaking przygotowany z myślą o wersji demo oraz grę w sieci LAN.
W kwietniu 2012 roku odbyły się pierwsze oficjalne przedpremierowe zawody Op3n ShootMania podczas Gamers Assembly 2012 we francuskim Poitiers.
12 lutego 2013 roku gra uzyskała status otwartej bety.
27 lutego 2013 roku gra została udostępniona na platformę Steam wraz z grami TrackMania 2: Canyon i TrackMania 2: Stadium
9 października 2013 roku studio Nadeo wydało wersję Demo najpopularniejszego trybu Elite z dostępem do systemu MatchMaking.

## Rozgrywka
Tym, co ma w zamierzeniu odróżniać ShootManię od większości obecnie powstających gier FPS, jest rozgrywka wyłącznie z jedną bronią w ręku, a zmiana ekwipunku jest możliwa tylko podczas przebywania na specjalnych polach. Podstawowy karabin strzela mocnymi, lecz wolnymi pociskami, co wymusza na graczu przewidywanie poczynań będącego w ciągłym ruchu przeciwnika. Jednocześnie broń ta zużywa małą ilość energii uzbrojenia, dlatego można użyć jej do stawienia ognia zaporowego, co jest szczególnie przydatne przy większej liczbie graczy. Metalowe chodniki bądź drewniane pola dają natomiast możliwości do zastosowania bardziej radykalnych środków, choćby takie jak strzały plazmą lub miotanie błyskawicami, które z kolei potrafią zużyć od razu cały pasek energii.
Drugim ważnym elementem jest kondycja bohatera. Postacie poruszają się szybko oraz wykonują wysokie i dalekie skoki, jednak istnieje możliwość włączenia dodatkowego przyspieszenia, które w bardzo krótkim czasie wyczerpuje pasek kondycji i kolejne kilka sekund wymagane jest do jego ponownego naładowania.
Gra skupia się na walce drużynowej pomiędzy graczami i udostępnia kilka różnych trybów potyczek. W grze nie pojawia się krew.